# Municipio de Parkton
El municipio de Parkton (en inglés: Parkton Township) es un municipio ubicado en el  condado de Robeson en el estado estadounidense de Carolina del Norte. En el año 2000 tenía una población de 3.800 habitantes.

## Geografía
El municipio de Parkton se encuentra ubicado en las coordenadas 34°54′10.48″N 79°0′43.24″O / 34.9029111, -79.0120111.